# 松源寺 (福岡市)
松源寺（しょうげんじ）は、福岡県福岡市博多区にある浄土真宗本願寺派の寺院。山号は濡衣山。本尊は阿弥陀如来。

## 歴史
草創は元和年間。開基は寛文年間の了清とされ、了清は大阪府茨木市にある佛照寺開基勝光房西順の一門にて、 九州巡歴の折、当地にあった草庵にて一宿したことが寺の始まりといわれる。享保5年（1720年）、本山より寺号木仏を許さる。 天保8年（1837年）の類焼に続き、明治6年（1873年）の筑前竹槍一揆で再び焼失。明治12年（1879年）に再建された本堂は、崇福寺の仏殿を譲り受け移築したものとされる。

## 寛政義民五人衆
寛政12年（1800年）に福岡藩により惨殺された寛政義民五人衆の過去帳が残り、今も10月30日には追悼法要が営まれている。

## 周辺
- 崇福寺
- 濡衣塚